# Interesse (matematica finanziaria)
L'interesse in matematica finanziaria è la somma dovuta come compenso per ottenere la disponibilità di un capitale (solitamente una somma di denaro) per un certo periodo di tempo. Gli interessi sono oggetto di una   specifica disciplina  legale per evitare che vengano applicati in misura iniqua (usura).
Il capitale prestato inizialmente è detto principale (o iniziale), e la percentuale del principale (o iniziale) che va pagata annualmente come interesse è detta tasso d'interesse. I tassi d'interesse sono indicatori cruciali nei mercati finanziari.

## Regimi di capitalizzazione
L'interesse viene generalmente calcolato in regime di capitalizzazione semplice o lineare o in regime di capitalizzazione composta o anatocismo. Giuridicamente l'anatocismo è consentito, nell'ordinamento italiano, solo in ambiti ristretti, infatti la pratica di calcolare gli interessi sugli interessi (anatocismo) è vietata dal Codice civile (art. 1283). 
Nell'ambito del conto corrente il divieto dell'anatocismo è derogato dall’art. 120 del TUB.

### Interesse semplice
L'interesse lineare o interesse semplice è interesse che si accumula linearmente. In altre parole, cresce di una certa frazione del principale per unità di tempo. Questo tipo di accumulazione è usato in molti casi pratici. Una volta effettuato un pagamento di interesse, il creditore può reinvestirlo altrove. Nel caso lo reinvesta nell'investimento originario, comincerà ad accumularsi interesse su questo interesse. In questo caso, si può calcolare la crescita dell'investimento in base alla formula dell'anatocismo.
{\displaystyle A(t)=A_{0}\cdot (1+t\cdot r)}
- {\displaystyle A(t)}: Montante dopo {\displaystyle t} anni
- {\displaystyle A_{0}}: Principale (somma iniziale)
- {\displaystyle r}: Tasso d'interesse
- {\displaystyle t}: Tempo in anni

(Nota: Il tasso di interesse va immesso come numero puro (es. 0,06), non in percentuale (es. 6%).
A(t) è detta funzione dei montanti. Il coefficiente costante {\displaystyle A_{0}} solitamente si tralascia e ne risulta la funzione di accumulo:
{\displaystyle a(t)=1+t\cdot r}

### Interesse composto
L'interesse composto o anatocismo è l'interesse che viene regolarmente aggiunto al debito. L'interesse viene allora calcolato non solo sul principale, ma anche sugli interessi aggiunti al debito in precedenza – in altre parole, sul montante. Con l'interesse composto, la frequenza di capitalizzazione influenza l'interesse totale pagato nel corso della vita totale del prestito. La funzione dei montanti per l'interesse composto è un esponenziale rispetto al tempo.
{\displaystyle A(t)=A_{0}\left(1+{\frac {r}{n}}\right)^{n\cdot t}}
- {\displaystyle n}: Numero di periodi di capitalizzazione composta per anno (notare che il numero totale di periodi di capitalizzazione composta è {\displaystyle n\cdot t})

Per {\displaystyle n} crescente il tasso tende ad un limite superiore di {\displaystyle e^{r}-1}. Questo tasso è detto capitalizzazione continua.
Proprio perché non è possibile aggiungere gli interessi non pagati alla quota di debito non estinto (sul quale si pagheranno ulteriori interessi), chi presta denaro non è flessibile rispetto al pagamento delle scadenze pattuite.
Molte banche pubblicizzano l'APY (Annual Percentage Yield - rendimento percentuale annuale) che è il ritorno sul principale su un intero anno.
Ad esempio, un tasso del 5% con capitalizzazione mensile avrebbe un APY approssimato del 5,12%.

## Calcolo dell'interesse
{\displaystyle I={\frac {C\cdot r\cdot t}{100}}}
Dove:
- {\displaystyle C}: capitale iniziale
- {\displaystyle r}: tasso percentuale annuo
- {\displaystyle t}: tempo d'impiego espresso in anni

Se il tempo d'impiego sarà espresso in mesi la formula muterà in questo modo:
{\displaystyle I={\frac {C\cdot r\cdot t}{1200}}}
Mentre se il tempo d'impiego sarà espresso in giorni dell'anno civile:
{\displaystyle I={\frac {C\cdot r\cdot t}{36500}}}
Mentre se il tempo è espresso in giorni di un anno bisestile:
{\displaystyle I={\frac {C\cdot r\cdot t}{36600}}}
Mentre se il tempo è espresso in giorni di anno commerciale:
{\displaystyle I={\frac {C\cdot r\cdot t}{36000}}}
Mentre se il tempo è espresso in giorni di anno standard comunitario europeo:
{\displaystyle I={\frac {C\cdot r\cdot t}{36525}}}